# تامس پی.ام. بارنت
تامس پی.ام. بارنت (انگلیسی: Thomas P. M. Barnett؛ زادهٔ ۱۹۶۲) ژئواستراتژیست نظامی آمریکایی و تحلیلگر ارشد پیشین در ویکیسترت است. او نظریه ژئوپلیتیکی توسعه داد که جهان را به «هسته در حال کار» و «گپ ادغام ناشونده» تقسیم کرد که او مشخصاً پیش از تهاجم به عراق در سال ۲۰۰۳ که او مقاله‌ای در اسکوآیر در حمایت از اقدام نظامی با عنوان «نقشه جدید پنتاگون» نوشت. ایدهٔ اصلی این نظریه این است که ارتباطات ناشی از جهانی شدن بین کشورها به معنای پایدار شدن حکومت‌ها، ارتقای استانداردهای زندگی و مرگ‌های بیشتر ناشی از خودکشی نسبت به قتل است.